# قعوضة (حضرموت)
قعوضه هي إحدى قرى الجمهورية اليمنية. تتبع جغرافيا لمحافظة حضرموت و إداريًا لمديرية حورة. يبلغ تعداد سكانها 2003 نسمة حسب الإحصاء الذي أجري عام 2004.